# Bảo tàng Địa chất

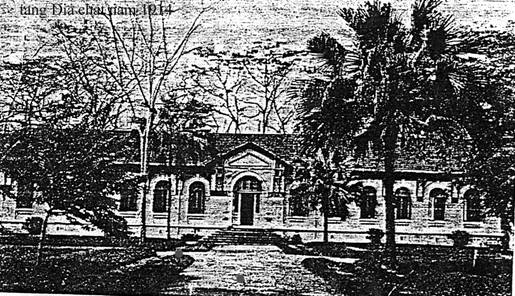
Bảo tàng Địa chất Đông Dương năm 1914

Bảo tàng Địa chất là một bảo tàng chuyên ngành ở Việt Nam, lưu giữ các mẫu vật liên quan đến địa chất - khoáng sản..
Bảo tàng Địa chất nằm trong hệ thống các Bảo tàng khoa học tự nhiên ở Việt Nam, và là thành viên chính thức của Hội đồng Bảo tàng Quốc tế (ICOM).
Bảo tàng Địa chất hiện đặt trong khuôn viên của Tổng cục Địa chất và Khoáng sản, tại địa chỉ số 6 phố Phạm Ngũ Lão, phường Phan Chu Trinh, quận Hoàn Kiếm, thành phố Hà Nội .

## Lịch sử
Sau khi Sở Địa chất Đông Dương thành lập năm 1898, hai nhà địa chất Pháp là Honoré Lantenois và Henri Mansuy được giao xây dựng Bảo tàng Địa chất. Bảo tàng được xây trong khuôn viên của Sở và hoàn thành năm 1914.
Theo bài viết của Giám đốc Sở Địa chất Đông Dương André Blondel năm 1928 thì lúc đó Bảo tàng đã trưng bày mẫu vật thu thập trên lãnh thổ Đông Dương và được xếp theo bốn phần: 1. Khoáng vật, 2. Thạch học, 3. Cổ sinh vật, 4. Tiền sử, và còn thiếu mẫu về địa chất khu vực và khoáng sản.
Năm 1954 đất nước chia cắt, Sở Địa chất Đông Dương được coi là di dời vào Sài Gòn. Theo bài viết năm 1973 của Henri Fontaine  thì các mẫu vật được chuyển theo. Các mẫu được giao cho Nha Tài nguyên Khoáng sản thuộc Bộ Kinh tế Việt Nam Cộng hòa, và Bảo tàng Địa chất đặt ở số 31 Hàn Thuyên. Năm 1970 nhà trưng bày được xây mới ở số 2 Nguyễn Bỉnh Khiêm, cạnh Thảo Cầm Viên. Năm 1975 chiến tranh kết thúc, quản lý Bảo tàng Địa chất này được giao cho Liên Đoàn Bản đồ Địa chất miền Nam, một đơn vị thành viên của Tổng cục Địa chất VNDCCH.
Tại miền bắc, Bảo tàng Địa chất thành lập và trực thuộc Vụ Kỹ thuật của Cục Địa chất, Bộ Công nghiệp của nhà nước VNDCCH. Năm 1963 giám đốc Bảo tàng Địa chất Leningrad Liên Xô là P. N. Varfolomeev (Петр Николаевич Варфоломеев) được mời làm cố vấn khôi phục và phát triển hoạt động của Bảo tàng.
Năm 1978 có tên là Viện Bảo tàng Lưu trữ Địa chất, sau đó năm 1985 là Viện Thông tin Tư liệu Mỏ Địa chất. Năm 1991 chính thức có tên Bảo tàng Địa chất. Năm 1997 là Viện Thông tin, Lưu trữ, Bảo tàng Địa chất.
Năm 1999 khai trương nhà trưng bày mới Bảo tàng Địa chất tại số 6 Phạm Ngũ Lão, Hà Nội.
Năm 2001 Bảo tàng Địa chất được ICOM công nhận là thành viên của tổ chức này, và là một trong năm thành viên đầu tiên của ICOM Việt Nam.
Từ 2003 Bảo tàng Địa chất là cơ quan chuyên về bảo tàng. Đến 2008 thì Bảo tàng Địa chất Miền Nam được nhập vào tên chung và là chi nhánh phía nam.

## Hoạt động
Bảo tàng hiện phục vụ các nghiên cứu khoa học trong nước và trao đổi chuyên môn và mẫu vật với nước ngoài. Những phục vụ quảng bá và du lịch tham quan thì còn hạn chế.

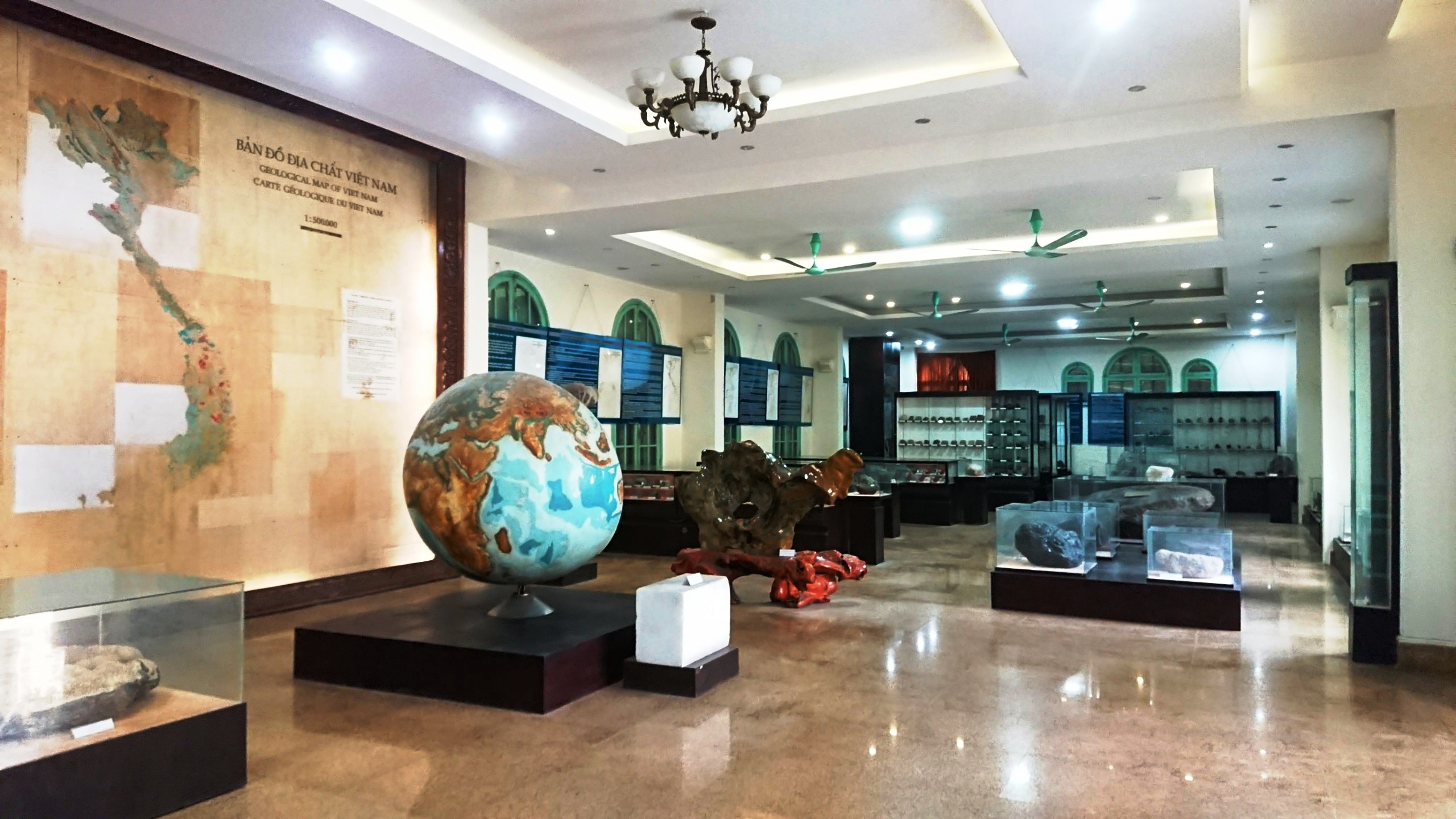
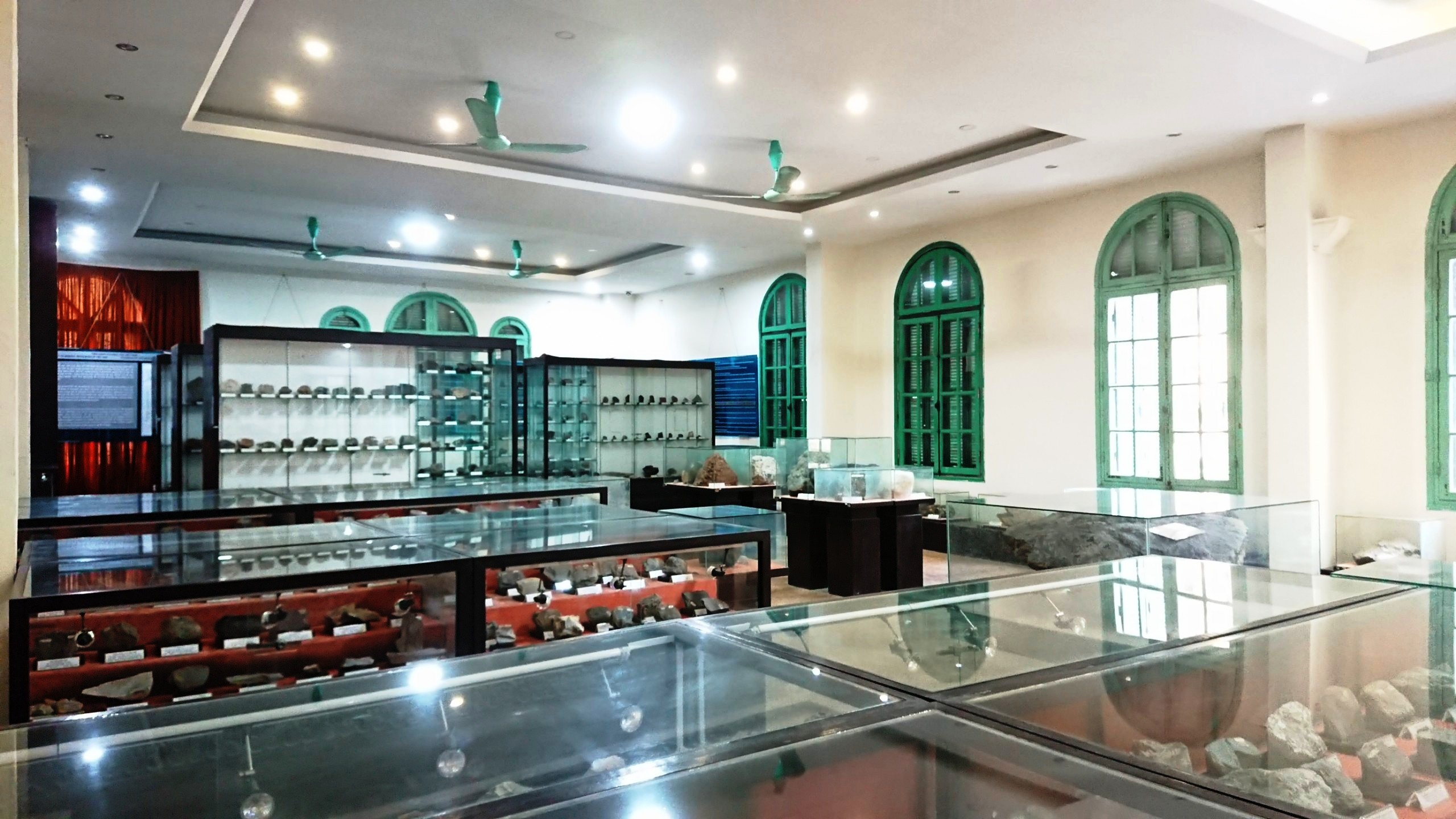
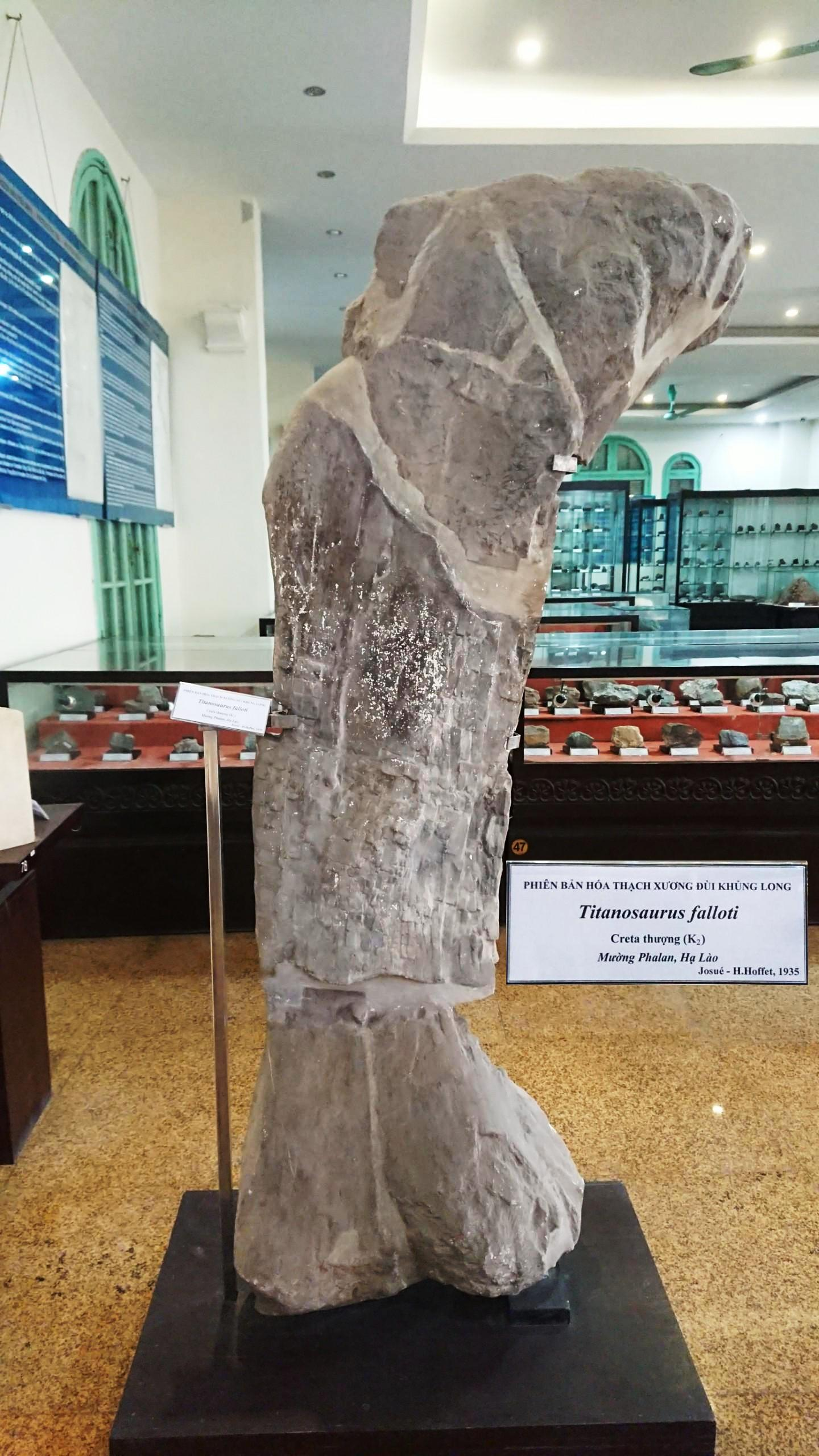